# Xu Ge Fei
Dans ce nom chinois, le nom de famille, Xu, précède le nom personnel Ge Fei.
Xu Ge Fei (chinois : 徐革非), née en 1979, est une éditrice d’origine chinoise, installée à Paris, ayant créé une maison d’édition française : les Éditions Fei, spécialisée en bandes dessinées.

## Biographie
Xu Ge Fei est née à Antu, dans un camp forestier de l'ancienne Mandchourie en 1979. Son grand-père paternel était un intellectuel, son père était bûcheron et sa mère responsable de la cantine du camp. Elle se passionne pendant son enfance et son adolescence pour une langue étrangère, l’anglais, et pour la bande dessinée chinoise, le manhua. Et quitte l’école à 16 ans.
Elle voyage en Chine, entre Dalian et Shenzhen, multipliant les petits travaux. Puis elle gagne Shanghai, et y apprend notamment le français à l'Alliance française de cette métropole. En 2003, à 23 ans, elle décide de gagner l’Europe et la France. Là, après différents emplois, elle se lance, à 28 ans, dans l’édition de bande dessinée. Les Éditions Fei sont fondées, au sein du pôle d’entreprises Paris Innovation Belleville, dans le 20e arrondissement.
En juin 2014, les Éditions Fei ouvrent leur librairie et Galerie Fei à Paris dans le quartier latin. 
Elle dirige depuis juillet 2015 la filiale du groupe Hachette Livre en Chine, créée en partenariat avec Phoenix Publishing & Media Group (zh) (凤凰出版传媒股份有限公司)

## Principales publications
Séries :
- Juge Bao[3],[4],[5].
- La Balade de Yaya[6].
- Shi Xiu.

Autres :
- Nankin[7].
- Au bord de l'eau[8].
- Les Trois Royaumes[8].
- Voyage vers l'Ouest[9]

### Sources sur le web
- Corale Schaub, « Entretien avec Xu Ge Fei », sur le site de la revue21, 4 novembre 2013.
- Célyne Baÿt-Darcourt, « Xu Ge Fei », Femme d'exception, FranceInfo, 16 mai 2010.
- « Développer les contacts entre les communautés », sur le site www.mairie20.paris.fr.
- Nicolas Jucha, « Éditions Fei, un trait d’union littéraire entre la France et la Chine », sur le site www.artpresta.net.
- « Juge Bao, la série aux éditions Fei », sur le site de Regard Noir (Fans de polars).
- 《Le monde selon Fei》，Chine Hebdo, sur BFM radio
- « 50 ans-50 portraits : Xu Gefei », sur 50e anniversaire des relations diplomatiques